# Renklod Kolhoznyi
Renklod Kolhoznyi en ruso: Ренкло Харитоновой, es una variedad cultivar de ciruelo (Prunus domestica), de las denominadas ciruelas europeas,
una variedad de ciruelaobtenida en el "Instituto Panruso de Investigación de Genética y Selección de Plantas Frutales, I.V. Michurin". Las frutas tienen un tamaño mediano, forma ovoide, siendo el color amarillo dorado, piel lisa y fina, y pulpa de color amarillo dorado similar al de la piel, consistencia tierna, jugosa y de densidad media. Su sabor es agridulce.

## Sinonimia
- "Ренклод колхозный",
- "Reina Claudia Kolkhoz",
- "Слива Ренклод колхозный",
- "Sliva Renklod Kolhoznyi"
- "Renclod Kolkhozny",
- "Renclode kolkhozny",
- "Renklod Kolkhoznyy".[3][5]

## Historia
'Renklod Kolhoznyi' es una variedad de ciruela que la obtuvo el obtentor I.V. Michurin en el "Instituto Panruso de Investigación de Genética y Selección de Plantas Frutales, I.V. Michurin"  mediante el cruce de la variedad 'Renklod' como "Parental Madre" x el polen de 'Ternoslivaya' como "Parental Padre". Ciruela considerada incluida en el grupo de las "Reinas Claudias".
'Renklod Kolhoznyi' está inscrita en el "Registro Estatal" desde 1947 para las regiones Noroeste, Central y Central de la Tierra Negra.

## Características
'Renklod Kolhoznyi' es un árbol de vigor medio, con copa redondeada y extendida, de densidad y follaje medios. Brotes de grosor y longitud medianos, rectos y de color marrón rojizo. Hoja de tamaño mediano, de color verde claro. Forma ovalada alargada, con el borde finamente aserrado. Pecíolo de longitud y grosor medianos, pigmentado. Flores blancas de tamaño mediano.
'Renklod Kolhoznyi' tiene frutos de tamaño medio, uniformes, los frutos con un peso promedio de 24 gr, son redondeados, y con la parte superior redondeada, la piel del fruto es lisa, amarilla dorada al madurar, con una ligera capa de pruina, fácil de separar del fruto; la sutura ventral es pequeña, apenas perceptible; pedúnculo es de longitud y grosor medianos, situado en un embudo mediano, se separa fácilmente de la rama, la unión al hueso es débil; la pulpa es de color amarillo dorado, consistencia tierna, jugosa y de densidad media. Su sabor es agridulce (4 puntos). El contenido de materia seca en los frutos es del 12,2 %, azúcares del 7,25 % y ácido ascórbico de 11,3 mg/100 gr.
Hueso es semi adherente, se separa fácilmente de la pulpa, de tamaño mediano y forma ovalada.
El fruto madura en la tercera década de agosto y primera de septiembre.

## Progenie
- 'Renklod Kolhoznyi' gracias a la fecundación de su gineceo como "Parental Madre" ha dado lugar a la nueva variedad de ciruela: 'Dymchatka'

## Usos
Una variedad de frutos aptos para consumo en fresco y también se utilizan para todo tipo de procesamiento culinario y usos de elaboraciones derivadas.
Ventajas de la variedad: alto rendimiento anual. Las semillas de 'Renklod Kolhoznyi' son el mejor material para portainjertos, presentan buena germinación y producen portainjertos estándar. 
Desventajas de la variedad: los frutos se caen al madurar demasiado, el hueso queda semi libre.